# Richteria lamennaisi
Richteria lamennaisi är en stekelart som beskrevs av Girault 1920. Richteria lamennaisi ingår i släktet Richteria och familjen dvärgsteklar. Inga underarter finns listade i Catalogue of Life.